# صالح بن علي العباسي
صالح بن علي العباسي (96- 151هـ/ 714- 768م)، أول ولاة الدولة العباسية على مصر سنة 133 هـ /750م. كان مولده بالشراة من أرض البلقاء من أعمال دمشق. وكان مع أخيه عبد الله بن علي في غزو دمشق.

## نسبه ومولده
صالح بن علي بن عبد الله بن العباس بن عبد المطلب الهاشمي القرشي، يكنى بأبي عبد الملك، وهو عم عبد الله السفاح وأبو جعفر المنصور، ولد في الشراة من أرض البلقاء سنة 

## مناصبة
شغل منصب الوالي في مصر عام 133 هـ في عهد الخليفة أبي العباس عبد الله بن محمد المعروف (بأبي العباس السفاح)، فكان أول والٍ لبلاد مصر في العصر العباسي الأول، وأسس عاصمة إلى شمال الفسطاط، وأطلق عليها (العسكر) وجعلها عاصمة لمصر بدلاً من مدينة الفسطاط، وجعل فيها داراً للإمارة، وأنتهى من بنائها عام 135هـ، وتعتبر إحدى المدن الثلاثة المكونة لمدينة قاهرة المعز ثم أنشأ ابنه الفضل بن صالح بن علي جامع العسكر والذي يقع في جوار دار الامارة، وكثرت الأسواق من حول الجامع وكثرت البيوت حتى وصل العمار والبنيان إلى مدينة الفسطاط واتصل بها، ولقد بقيت مدينة العسكر قاعدة عسكرية لمصر لفترة طويلة امتدت حوالي مائة عام، وكان من أعماله أنه بني فيها مساكن للجند وبني قبة الهواء مكان القلعة الحالية لتكون مصيفا له،

## وفاته
توفي في قنسيرين سنة 151هـ/ 768م أو 152هـ/ 769م، وله نحو 49 أو 50 سنة .